# Melitaea amitabha
Melitaea amitabha är en fjärilsart som beskrevs av Belter 1944. Melitaea amitabha ingår i släktet Melitaea och familjen praktfjärilar. Inga underarter finns listade i Catalogue of Life.